# 馬太后
馬太后（ば たいごう、? - 363年）は、五胡十六国時代前涼の人物。夫は第3代君主張駿。子に第4代君主張重華がいる。

## 生涯
容姿が美しく、その立ち居振る舞いはみなの模範となったという。
張駿に嫁いで張重華を生み、やがて昭儀に立てられた。
346年5月、張駿が没すると、張重華が後を継いだ。馬氏は尊んで王太后に立てられ、永寿宮に住まうようになった。
353年11月、張重華が没すると、子の張耀霊（馬氏の孫）が後を継いだ。張重華の庶兄である長寧侯張祚は、密かに馬氏へ張耀霊がまだ幼い事から代わりに年長の者を立てるべきであると説くと、馬氏はかねてより張祚を寵愛していたので、これを認めた。12月、張耀霊は廃され、代わって張祚が後を継いだ。
355年7月、宗族である河州刺史張瓘や驃騎将軍宋混が張祚の誅殺を掲げて挙兵した。9月、張祚の側近趙長・張璹らは禍を恐れて宋混側に寝返えると、閣へ入って馬氏を呼び寄せ、共に謙光殿に向かい、張祚を廃して張玄靚（馬氏の孫）を主君に立てると宣言した。張祚が誅殺されると、張玄靚は正式に君主に立てられた。また、馬氏は尊んで太王太后に立てられた。
張玄靚はこの時まだ5歳であり、政務を行う能力は無かったので、張瓘が政権を掌握した。その後、張瓘が誅殺されると、宋混が継いだ。
361年4月、宋混は病に倒れると、馬氏は張玄靚と共に彼の下へ詣で、後事を尋ねた。宋混が没すると弟の宋澄が継いだが、宋澄もまた誅殺され、張邕が継いだ。張邕は傲慢であり、淫らにして勝手気ままな人物であった。また、徒党を組んで政治を専断し、多くの人を処刑したので、国人はこれを患ったという。馬氏は彼と密通していたともいわれている。その張邕もまた張天錫に誅殺された。
363年8月、馬氏はこの世を去った。